# Don Friedman
Don Friedman (San Francisco, 4 mei 1935 - 30 juni 2016) was een Amerikaanse jazzpianist.

## Biografie
Friedman, wiens muzikale talent al zeer vroeg werd herkend, speelde al op 4-jarige leeftijd op de ouderlijke piano. Vanaf 5-jarige leeftijd kreeg hij privéles bij Katherine Swint. Op 15-jarige leeftijd verhuisde hij met zijn familie naar San Fernando Valley. Hij weigerde nu het onderricht omdat het verwachtingspatroon zeer hoog lag.
Op 17-jarige leeftijd ontdekte Friedman via zijn vriend de jazz. Hij bezocht het Hollywood Palladium om bands als die van Les Brown, Stan Kenton en Billy May te horen. De Kenton-solisten Lee Konitz, Conte Candoli en Frank Rosolino bewezen zich als bepalend voor zijn muziek. Hij studeerde aan het Los Angeles City College. Midden jaren 1950 speelde hij in de regio Los Angeles met diverse bands, waaronder die van Shorty Rogers, Chet Baker, Buddy Collette, Ornette Coleman en Scott LaFaro. Zijn eerste opname maakte hij met de trompettist Hank DeMano en Jack Millman. In 1956 contracteerde Buddy DeFranco Friedman voor een tournee, waaronder optredens in het Birdland en Basin Street in New York.
Friedman ging terug naar Californië en woonde daar ongeveer een jaar. In Los Angeles maakte hij kennis met de contrabassist Scott LaFaro. In 1958 ging hij naar New York en toerde hij met DeFranco. Verder speelde hij in vele samenstellingen, waaronder zijn eigen trio en met artiesten als Pepper Adams, Booker Little, Jimmy Giuffre (New York Concerts: The Jimmy Giuffre 3 & 4, 1965), Charles Lloyd, Chuck Wayne, Herbie Mann en Dave Pike. Hij maakte zijn eerste opnamen als leider voor producent Orrin Keepnews bij Riverside Records van 1961 tot 1964. De eerste drie platen waren met zijn trio en het vierde was een kwartet (Dreams and Explorations) met de gitarist Attila Zoller, bij wiens in Berlijn verwezenlijkte opname The Horizon Beyond hij ook was betrokken.
De opnamen kregen zeer goede kritieken. Drie daarvan wonnen vijf sterren, de hoogste beoordeling bij DownBeat, terwijl de vierde vier sterren kreeg. In 1965 won Friedman een nieuwe Star Award in de Down Beat's annual Critics' Poll. Tijdens de jaren 1960 begon Friedman een verbinding met Clark Terry om in zijn bigband te werken. Friedman doceerde ook aan de New York University en leidde daar een jazzensemble.
Sinds de jaren 1960, waarin hij in New York als jazzpianist en pianodocent werkte, toerde hij met veel verschillende bands door de Verenigde Staten, Europa en Japan. Positieve kritiek kreeg hij voor zijn lyrische stijl en zijn technische virtuositeit. Friedman speelde in een ruime, stilistische uitspreiding van mainstream jazz met Ruby Braff, Clark Terry tot de modern creative jazz met Attila Zoller en Lee Konitz (Thingin, 1996) en het bandprojekt Reflexionen met Urs Leimgruber en Bobby Burri. Meestal ondergewaardeerd in de Verenigde Staten, had hij in Japan een hoge bekendheidsgraad. Zo werden veel opnamen uitsluitend daar uitgebracht. Jongere opnamen en concerten realiseerde Friedman met de bassist Martin Wind en in trio met Ed Schuller en Reuben Hoch.
In 2005 nam hij voor het Duitse label ACT in het kader van de reeks de aan Attila Zoller opgedragen soloplaat A to Z op. Hij was meermaals gast bij het festival Jazz Baltica, waar hij in 2009 eigen composities met zijn jazztrio en een strijkerskwartet had voorgesteld. (The Composer, Enja Records).
- Bibsys: 4098669
- Biblioteca Nacional de España: XX5556380
- Bibliothèque nationale de France: cb13894175z (data)
- Gemeinsame Normdatei: 134689739
- International Standard Name Identifier: 0000 0000 8103 7868
- Library of Congress Control Number: n80097089
- MusicBrainz: 801f60cd-cd1a-4b95-8146-90b60f6052f0
- Nationale Bibliotheek van Israël: 987011337853905171
- Nederlandse Thesaurus van Auteursnamen: 097739103
- Istituto Centrale per il Catalogo Unico: LO1V266196
- SNAC: w6sc230r
- Système universitaire de documentation: 080563295
- Virtual International Authority File: 263402106
- WorldCat: E39PBJvxqXVF68qQMFCf89F3Qq